# FEI Europameisterschaften 2015

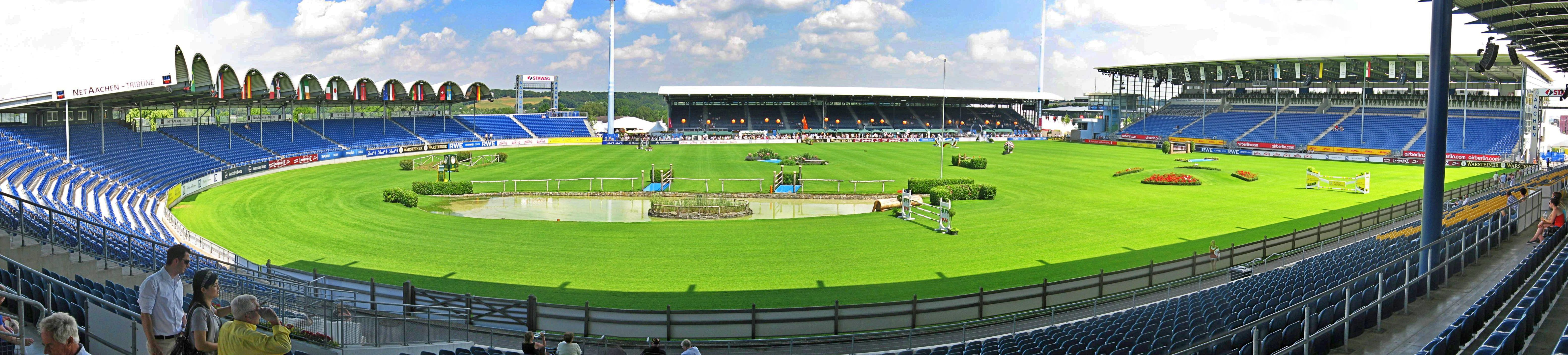
Reitstadion

Die FEI Europameisterschaften Aachen 2015 fanden vom 11. August bis 23. August 2015 in Aachen statt. Im Rahmen des Turniers wurden die Europameister im Springreiten, Dressurreiten, Reining, Voltigieren und Fahren ermittelt. Damit wurden erstmals die Europameisterschaften in fünf Pferdesportdisziplinen an einem Ort ausgetragen.

## Organisation

### Vergabe
Der Weltreiterverband FEI hat die Europameisterschaften im Juni 2012 an Aachen vergeben. Für Aachen waren die Europameisterschaften das nächste große Pferdesportchampionat nach den Weltreiterspielen 2006. Neben dem hier jährlich durchgeführten CHIO Aachen hatte Aachen auch zuletzt 1971 die Europameisterschaften im Springreiten und 1983 die Dressur-Europameisterschaften ausgerichtet.
Während der Europameisterschaften wurde in Aachen ebenso der deutsche Nationenpreis der Vielseitigkeitsreiter im Rahmen eines CICO 3*-Vielseitigkeit durchgeführt. Die Europameisterschaften dieser Disziplin werden später im Jahr in Blair Castle (Schottland) ausgetragen.

### Sportstätten
Das Hauptstadion in der Aachener Soers bildete den Mittelpunkt der Veranstaltung, hier fanden neben der Eröffnungs- und der Abschlussfeier die Spring- und Dressurprüfungen statt. Hierzu wurde, wie bereits bei den Weltreiterspielen, ein Dressurviereck mit Sandboden in der Mitte des Grasplatzes geschaffen. Ebenfalls wie bereits 2006 wurde das Deutsche Bank Stadion überdacht und für die Wettbewerbe im Reining und Voltigieren genutzt.

### Sponsoren und Medien
Die FEI Europameisterschaften Aachen 2015 verfügten über keinen Titelsponsor, stattdessen traten die bereits vom CHIO Aachen bekannten Generalsponsoren auch hier in dieser Funktion auf: Mercedes-Benz, DHL, Turkish Airlines und Rolex.
Ähnlich wie bei den Weltreiterspielen in Aachen neun Jahre zuvor übertrugen die öffentlich-rechtlichen TV-Sender, insbesondere das WDR Fernsehen, aber auch Das Erste und das ZDF, umfangreich von den Europameisterschaften. Neben den über 30 Stunden Programm dieser Sender übertrug europaweit Eurosport gut 10 Stunden Sport aus Aachen.
Weiterhin wurden alle Europameisterschafts-Prüfungen auf ihrem kostenpflichtigen Livestreamportal FEI TV weltweit verbreitet. In Deutschland waren alle Prüfungen der Europameisterschaften einschließlich des Rahmenprogramms live im IPTV-Sender ClipMyHorse zu sehen, soweit diese nicht zu diesem Zeitpunkt im deutschen Fernsehen live übertragen wurden.

## Wettkämpfe

### Zeitplan
Die Eröffnungsfeier wurde am Abend des 11. August (Dienstag) durchgeführt. In der ersten Woche fanden die Prüfungen jeweils von Mittwoch bis Sonntag statt, nach einem Tag Pause sowie dem „Soerser Dienstag“ startete die zweite Woche mit Prüfungen von Mittwoch bis Sonntag.
|                   | 11. Aug.          | 12. Aug. | 13. Aug. | 14. Aug. | 15. Aug. | 16. Aug. | 17. Aug. | 18. Aug. | 19. Aug. | 20. Aug. | 21. Aug. | 22. Aug. | 23. Aug.         |
| ----------------- | ----------------- | -------- | -------- | -------- | -------- | -------- | -------- | -------- | -------- | -------- | -------- | -------- | ---------------- |
| Zeremonien        | Eröffnungs- feier |          |          |          |          |          |          |          |          |          |          |          | Abschluss- feier |
| Dressur           |                   | E/M      | E/M      |          | E        | E        |          |          |          |          |          |          |                  |
| Reining           |                   |          |          | E/M      | E        | E        |          |          |          |          |          |          |                  |
| Springen          |                   |          |          |          |          |          |          |          | E/M      | E/M      | E/M      | E        | E                |
| Vierspännerfahren |                   |          |          |          |          |          |          |          | E/M      | E/M      | E/M      | E/M      |                  |
| Voltigieren       |                   |          |          |          |          |          |          |          |          | E/M      | E/M/P    | E/P      | E/M              |
| Rahmenprüfungen   |                   |          | CICO     | CICO     |          |          |          |          | Spr.     | Spr.     | Spr.     | Spr.     | Spr.             |

Legende:
- E: Prüfung der Einzelwertung
- M: Prüfung der Mannschaftswertung
- P: Pas de deux-Prüfung
- CICO: Nationenpreisturnier der Vielseitigkeitsreiter (CICO 3*)
- Spr.: Rahmenprüfungen Springreiten

### Dressur
- 72 Starterpaare aus 20 Nationen, 18 Mannschaften[8]

Die erste Prüfung der Europameisterschaften war der Grand Prix de Dressage, der vom 12. und 13. August (Mittwoch und Donnerstag) jeweils von Vormittags bis in den späten Nachmittag andauerte. In dieser Prüfung gingen alle an den Europameisterschaften teilnehmenden Dressurreiter an den Start.
Die teilnehmenden Nationen konnten jeweils vier Dressurreiter mit je einem Pferd zu den Europameisterschaften entsenden. Jede Mannschaft bestand aus drei oder vier Reitern einer Nation, von denen die drei besten Ergebnisse in die Mannschaftswertung eingingen. Die Mannschaftsmedaillen wurden anhand dieser Mannschaftswertung vergeben.
Der Grand Prix de Dressage diente neben der Mannschaftswertung auch als Qualifikationsprüfung für die Einzelwertung. So sind am nachfolgenden Samstag (15. August) noch die 30 besten Teilnehmer des Grand Prix im Grand Prix Spécial startberechtigt. In dieser Prüfung werden die ersten drei Einzelmedaillen in der Dressur vergeben.
Die Dressurreiter, die auf die Plätze eins bis 15 der Einzelwertung des Grand Prix Spécial kommen, können an der Grand Prix Kür am Sonntagnachmittag (16. August) teilnehmen. Soweit aus einer oder mehreren Nationen mehr als drei Reiter unter die Top 15 des Grand Prix Spécial kommen, so ist der jeweils niedrigstplatzierte (vierte) Reiter der jeweiligen Nation nicht an der Grand Prix Kür startberechtigt. Hierfür würde dann nach der Platzierung des Grand Prix Spécial jeweils ein anderer Reiter nachrücken. Ausschließlich anhand des Ergebnisses dieser Prüfung werden die Einzelmedaillen der Grand Prix Kür vergeben.

#### Mannschaftswertung
Nach dem ersten Tag der Mannschaftsprüfung lag die deutsche Mannschaft in Führung. Isabell Werth als zweite Reiterin der Equipe hatte mit Don Johnson FRH Fehler in den Einerwechseln, fühlte sich jedoch (auch im Vergleich mit anderen Ritten des Paares in diesem Jahr) von den Richtern unterbewertet. Einen der herausragendsten Ritte des ersten Tages zeigten Fiona Bigwood und Orthilia: Obwohl es für die Stute erst der sechste Grand Prix war und die Reiterin seit einem Sturz ein Jahr zuvor doppelt sieht und daher mit einer Augenklappe reitet, kamen beide auf ein Ergebnis von 75,800 Prozent. Dieses Ergebnis brachte sie auf Rang acht der Einzelwertung des Grand Prix nach beiden Tagen.
Mit dem dritten Reiter einer jeden Mannschaft begann der Dreikampf zwischen Deutschland, den Niederlanden und Großbritannien ernst zu werden: Das beste Ergebnis ging hier an Hans Peter Minderhoud, der mit Johnson auf 77,586 Prozent kam. Carl Hester mit Nip Tuck und Matthias Alexander Rath mit Totilas kamen jeweils auf über 75 Prozent. Während sich die Richter bei Carl Hesters Ritt in der Bewertung überwiegend einig waren, sorgte Raths Ritt für Diskussionen. Bei mehreren Lektionen klafften die Bewertungen massiv auseinander, am extremsten im starken Trab, wo die Spanne von 4,0 „mangelhaft“ bis 8,0 „gut“ reichte. Bei dieser Lektion wurden Taktunreinheiten, die von der kurzen Seite des Dressurvierecks (auf die der Reiter bei dieser Lektion geradlinig zureitet) schlecht wahrnehmbar waren, als Begründung benannt. Dennoch urteilte beispielsweise Martin Plewa im TV-Interview der Sportschau, dass ein Unterschied von über acht Prozent in den Gesamtnoten der Richter viel zu groß sei.
Die vierten Reiter brachten dann die Entscheidung: Charlotte Dujardin und Valegro kamen zwar erwartungsgemäß deutlich über 80 Prozent (83,029 %), zeigten bei fliegenden Wechseln jedoch Schwächen (Wertnoten von 5,0 bis 6,0). Wohl ihren stärksten gemeinsamen Ritt in einem Grand Prix bisher zeigten Edward Gal und Undercover, mit 82,229 Prozent kamen sie dicht an Dujardin heran, die Niederlande hatten damit die Mannschaftsgoldmedaille so gut wie sicher. Als letztes Paar gingen Kristina Bröring-Sprehe und Desperados FRH an den Start. Mit einem Ergebnis von knapp unter 80 Prozent zeigten sie den klar besten Ritt der deutschen Equipe, konnten den Sieg der Niederländer und den Silberrang für Großbritannien aber nicht mehr verhindern.
|    | Mannschaft     | Reiter                    | Pferd              | Prozent  |
| -- | -------------- | ------------------------- | ------------------ | -------- |
| 1  | Niederlande    | Patrick van der Meer      | Uzzo               | (72,400) |
| 1  | Niederlande    | Diederik van Silfhout     | Arlando            | 75,814   |
| 1  | Niederlande    | Hans Peter Minderhoud     | Johnson            | 77,586   |
| 1  | Niederlande    | Edward Gal                | Undercover         | 82,229   |
| 1  | Niederlande    | 235,629                   |                    |          |
| 2  | Großbritannien | Michael George Eilberg    | Marakov            | (69,943) |
| 2  | Großbritannien | Fiona Bigwood             | Orthilia           | 75,800   |
| 2  | Großbritannien | Carl Hester               | Nip Tuck           | 75,400   |
| 2  | Großbritannien | Charlotte Dujardin        | Valegro            | 83,029   |
| 2  | Großbritannien | 234,229                   |                    |          |
| 3  | Deutschland    | Jessica von Bredow-Werndl | Unee               | 75,200   |
| 3  | Deutschland    | Isabell Werth             | Don Johnson FRH    | (74,900) |
| 3  | Deutschland    | Matthias Alexander Rath   | Totilas            | 75,971   |
| 3  | Deutschland    | Kristina Bröring-Sprehe   | Desperados FRH     | 79,743   |
| 3  | Deutschland    | 230,914                   |                    |          |
| 4  | Spanien        | José Antonio García Mena  | Norte Lovera       | (68,771) |
| 4  | Spanien        | Jose Daniel Martin Dockx  | Grandioso          | 71,343   |
| 4  | Spanien        | Morgan Barbançon          | Painted Black      | 73,957   |
| 4  | Spanien        | Beatriz Ferrer-Salat      | Delgado            | 77,186   |
| 4  | Spanien        | 222,486                   |                    |          |
| 5  | Schweden       | Emilie Nyreröd            | Miata              | 71,829   |
| 5  | Schweden       | Minna Telde               | Santana            | (68,714) |
| 5  | Schweden       | Tinne Vilhelmson Silfvén  | Don Auriello       | 75,157   |
| 5  | Schweden       | Patrik Kittel             | Deja               | 74,571   |
| 5  | Schweden       | 221,557                   |                    |          |
| 6  | Frankreich     | Ludovic Henry             | After You          | 68,629   |
| 6  | Frankreich     | Pierre Volla              | Badinda Altena     | 70,357   |
| 6  | Frankreich     | Arnaud Serre              | Robinson de Lafont | (67,100) |
| 6  | Frankreich     | Karen Tebar               | Don Luis           | 73,771   |
| 6  | Frankreich     | 212,757                   |                    |          |
| 7  | Russland       | Jekaterina Kharchenko     | Gulliver           | (67,257) |
| 7  | Russland       | Jelena Sidnewa            | Romeo-Star         | 68,443   |
| 7  | Russland       | Marina Aframeewa          | Vosk               | 70,300   |
| 7  | Russland       | Inessa Merkulowa          | Mister X           | 73,800   |
| 7  | Russland       | 212,543                   |                    |          |
| 8  | Dänemark       | Rikke Svane               | Finckenstein TSF   | (67,586) |
| 8  | Dänemark       | Mikala Münter Gundersen   | My Lady            | 70,229   |
| 8  | Dänemark       | Daniel Bachmann Andersen  | Loxana             | 68,857   |
| 8  | Dänemark       | Anna Kasprzak             | Donnperignon       | 72,986   |
| 8  | Dänemark       | 212,072                   |                    |          |
| 9  | Österreich     | Alexandra Slanec          | Lord of Dream      | 66,943   |
| 9  | Österreich     | Evelyn Haim-Swarovski     | Dorina             | (63,157) |
| 9  | Österreich     | Astrid Neumayer           | Rodriguez          | 69,386   |
| 9  | Österreich     | Victoria Max-Theurer      | Blind Date         | 75,200   |
| 9  | Österreich     | 211,529                   |                    |          |
| 10 | Belgien        | Belgien                   | Belgien            | 211,101  |
| 11 | Portugal       | Portugal                  | Portugal           | 207,728  |
| 12 | Schweiz        | Caroline Häcki            | Rigoletto Royal CH | 66,929   |
| 12 | Schweiz        | Birgit Wientzek Pläge     | For Compliment     | (65,200) |
| 12 | Schweiz        | Anna-Mengia Aerne         | Raffaello va Bene  | 69,443   |
| 12 | Schweiz        | Marcela Krinke Susmelj    | Molberg            | 69,914   |
| 12 | Schweiz        | 206,286                   |                    |          |
| 13 | Finnland       | Finnland                  | Finnland           | 206,486  |
| 14 | Luxemburg      | Diane Erpelding           | Woltair TSF        | 66,271   |
| 14 | Luxemburg      | Sascha Schulz             | Wito Corleone      | 66,000   |
| 14 | Luxemburg      | Fie Christine Skarsoe     | One Night Stand    | 64,429   |
| 14 | Luxemburg      | Veronique Henschen        | Fontalero          | 69,329   |
| 14 | Luxemburg      | 201,600                   |                    |          |
| 15 | Norwegen       | Norwegen                  | Norwegen           | 199,985  |
| 16 | Ukraine        | Ukraine                   | Ukraine            | 199,171  |
| 17 | Polen          | Polen                     | Polen              | 197,200  |
| 18 | Italien        | Italien                   | Italien            | 195,657  |

#### Einzelwertung: Grand Prix Spécial
Nach den deutlichen Taktunreinheiten von Totilas im Grand Prix wurde entschieden, diesen vom Wettbewerb zurückzuziehen und in eine Tierklinik zu bringen, dort wurde ein Knochenödem am hinteren linken Bein festgestellt. Für ihn rückte die Norwegerin Trude Hestengen mit ihrem Hengst Tobajo Pik Disney in das Starterfeld des Grand Prix Spécial nach.
Nachdem sie in der Mannschaftswertung nur das Streichergebnis abgeliefert hatte, griff Isabell Werth im Grand Prix Spécial nochmals an, verritt sich jedoch und kam daher nur auf 75,924 Prozent. Ebenso unterliefen Jessica von Bredow-Werndl mit Unee in Rahmen eines guten Rittes Fehler bei den Galoppwechseln (sowohl bei den Einer- als auch bei den Zweierwechsel), was die Note auf 74,790 Prozent drückte.
Das erste Ergebnis von über 80 Prozent lieferte Kristina Bröring-Sprehe, die mit Desperados FRH auf 83,067 Prozent kam. Direkt nach ihr ging Charlotte Dujardin an den Start, die auf Valegro nah an ihr Rekordergebnis herankam und sich mit 87,577 Prozent klar in Führung setzte. Sein bisher bestes Ergebnis bei einem Championat erreichte Hans Peter Minderhoud, dessen Ritt mit Johnson jedoch bei Anlehnung und Dynamik kleine Unsauberkeiten vorwies und damit nicht in den 80-Prozent-Bereich kam. Als letzter Reiter ging Edward Gal in das Viereck, doch war sein Pferd Undercover weit von der Form des Grand Prix’ entfernt: Bereits die erste Lektion, die Grußaufstellung, erfolgte nicht, das Pferd war extrem spannig, Gal äußerte sich im Nachgang der Prüfung über seinen Wallach: „Er war unreitbar“. Da sich nach der Schrittour Blut im Maul von Undercover bildete, läutete der Chefrichter Gal ab, da das Reglement in diesem Fall eine Disqualifikation vorsieht. Mit diesem vorzeitigen Ende des letzten Rittes stand damit fest, dass Charlotte Dujardin ihre Einzelgoldmedaille von 2013 verteidigt hatte.
| Rang | Reiter                    | Pferd           | Prozent  |
| ---- | ------------------------- | --------------- | -------- |
| 1    | Charlotte Dujardin        | Valegro         | 87,577 % |
| 2    | Kristina Bröring-Sprehe   | Desperados FRH  | 83,067 % |
| 3    | Hans Peter Minderhoud     | Johnson         | 79,034 % |
| 4    | Beatriz Ferrer-Salat      | Delgado         | 77,395 % |
| 5    | Carl Hester               | Nip Tuck        | 77,003 % |
| 6    | Tinne Vilhelmson Silfvén  | Don Auriello    | 76,148 % |
| 7    | Isabell Werth             | Don Johnson FRH | 75,924 % |
| 8    | Jessica von Bredow-Werndl | Unee            | 74,790 % |
| 9    | Fiona Bigwood             | Orthilia        | 74,510 % |
| 10   | Diederik van Silfhout     | Arlando         | 74,426 % |
|      | …                         |                 |          |
| 16   | Marcela Krinke Susmelj    | Molberg         | 70,714 % |
|      | …                         |                 |          |
| 21   | Victoria Max-Theurer      | Blind Date      | 69,412 % |

#### Einzelwertung: Grand Prix Kür
In der Grand Prix Kür gingen noch 13 Paare an den Start: Die Dänin Anna Kasprzak war bereits beim Vet-Check vor der ersten Prüfung von ihrem Pferd Donnperignon im Brustbereich getreten worden und fühlte sich aufgrund der Schmerzen nicht mehr in der Lage, eine dritte Prüfung zu reiten. Fiona Bigwoods Stute Orthilia zeigte eine leichte Hautreaktion, zum Wohl des Pferdes wurde daher auf einen Start in der Kür verzichtet.
Dem fünften Teilnehmerpaar der Kür, Jessica von Bredow-Werndl und Unee, gelang als erstem ein Ergebnis von über 80 Prozent. Ein ähnliches Ergebnis erreichte zwei Ritte später Tinne Vilhelmson Silfvén mit ihrem Hannoveraner Don Auriello. Isabell Werths Wallach Don Johnson FRH ging nach ihrer Aussage „die Prüfung seines Lebens“, was die Richter mit einem Ergebnis von 82,482 Prozent honorierten. Nur wenige Zehntel Prozentpunkte dahinter platzierten sich Hans Peter Minderhoud und Johnson.
Ebenso die wohl beste Leistung seiner Karriere zeigte Beatriz Ferrer-Salats Fuchswallach Delgado: Durchlässig und mit schwungvollen Gängen erreichten sie erstmals international über 80 Prozent, mit 82,714 Prozent war ihnen als drittletztes Starterpaar die Bronzemedaille nicht mehr zu nehmen. Noch deutlich höher ging es im Ergebnis für das vorletzte Paar hinaus: Konzentriert, locker, durchlässig und dynamisch zeigte sich Desperados, seine Reiterin Kristina Bröring-Sprehe fasste den Ritt zusammen: „Das war die beste Kür, die ich je geritten habe.“ Mit einem Ergebnis von 88,804 Prozent bestätigten dies die Richter.
Den Abschluss der Prüfung bildeten Charlotte Dujardin und Valegro, die nicht an ihre Bestleistungen herankamen. Wie bereits im Grand Prix de Dressage leisteten sie sich Fehler in den Einerwechseln. Dadurch wurde die Entscheidung um die Goldmedaille äußerst knapp: Drei Richter sahen Dujardin auf dem zweiten Rang, die übrigen vier rangierten sie vor Bröring-Sprehe ein. Mit einem Gesamtergebnis von 89,054 Prozent gelang ihr schließlich doch auch in der Kür die Titelverteidigung.
| Rang | Reiter                    | Pferd           | Prozent  |
| ---- | ------------------------- | --------------- | -------- |
| 1    | Charlotte Dujardin        | Valegro         | 89,054 % |
| 2    | Kristina Bröring-Sprehe   | Desperados FRH  | 88,804 % |
| 3    | Beatriz Ferrer-Salat      | Delgado         | 82,714 % |
| 4    | Isabell Werth             | Don Johnson FRH | 82,482 % |
| 5    | Hans Peter Minderhoud     | Johnson         | 82,411 % |
| 6    | Tinne Vilhelmson Silfvén  | Don Auriello    | 80,643 % |
| 7    | Jessica von Bredow-Werndl | Unee            | 80,214 % |
| 8    | Carl Hester               | Nip Tuck        | 79,571 % |
| 9    | Diederik van Silfhout     | Arlando         | 78,696 % |
| 10   | Karen Tebar               | Don Luis        | 74,964 % |
| 11   | Patrick van der Meer      | Uzzo            | 74,375 % |
| 12   | Morgan Barbançon Mestre   | Painted Black   | 73,375 % |
| 13   | Gonçalo Carvalho          | Batuta          | 72,768 % |

### Reining
- 41 Starterpaare aus 10 Nationen, neun Mannschaften[22]

Am Freitag der ersten Turnierwoche (14. Oktober) starteten die Reiner in ihre Europameisterschaftswettbewerbe. Auch im Reining durften die teilnehmenden Nationen jeweils vier Reiter mit jeweils einem Pferd zu den Reiningwettbewerben bei den Weltreiterspielen entsenden. Zusätzlich hierzu konnten die Nationen zwei weitere Reiter und deren Pferde in den Einzelwettbewerb entsenden.
Die erste Teilprüfung war die Mannschaftswertung, die zudem als Qualifikation für die Einzelwertung zählte. In dieser Prüfung zählten die drei besten Ergebnisse für die jeweilige Equipe, anhand dieses Ergebnisses wurden die Mannschaftsmedaillen vergeben. Aus dieser Prüfung qualifizierten sich die besten 15 Reiter-Pferd-Paare direkt für das Finale. In einer zweiten Qualifikationsprüfung am 15. August 2015 gingen die noch nicht für das Finale qualifizierten Teilnehmer nochmals an den Start, die besten fünf dieser Prüfung waren im Finale ebenfalls startberechtigt. Anhand des Ergebnisses des Finales, welches am Sonntag (16. August) vormittags ausgerichtet wurde, wurden die Medaillengewinner der Einzelwertung ermittelt.

#### Mannschaftswertung
Die Mannschaftswertung musste ohne die Mannschaften der Silber- und Bronzemedaillengewinner der Weltreiterspiele 2014, Belgien und Österreich, auskommen. Beide Nationen verzichteten zugunsten von Starts bei den für den Westernreitsport hochdotierten Prüfungen bei der Americana Anfang September, Österreich entsandte immerhin zwei Einzelstarter.
Die deutsche Mannschaft musste, nachdem Stephan Rohde ausschied, ohne Streichergebnis auskommen, dennoch gelang ihnen der Sprung auf den Silberrang. Mit noch zwei Punkten mehr gewann Italien die Goldmedaille.
|   | Mannschaft     | Reiter                  | Pferd              | Punkte                     |
| - | -------------- | ----------------------- | ------------------ | -------------------------- |
| 1 | Italien        | Pierluigi Fabbri        | Broadway Jaba      | (214,5)                    |
| 1 | Italien        | Francesco Martinotti    | Rambo Bo Sun       | 219,5                      |
| 1 | Italien        | Giovanni Masi de Vargas | Dance Little Spook | 221,5                      |
| 1 | Italien        | Edoardo Bernadelli      | At Andrewood       | 217,0                      |
| 1 | Italien        | 658,0                   |                    |                            |
| 2 | Deutschland    | Volker Schmitt          | Smokin Mifillena   | 217,0                      |
| 2 | Deutschland    | Stephan Rohde           | Smarty Diamond     | (ausgeschieden „no score“) |
| 2 | Deutschland    | Elias Ernst             | Uss N Dun It       | 217,5                      |
| 2 | Deutschland    | Grischa Ludwig          | Shine my Gun       | 221,5                      |
| 2 | Deutschland    | 656,0                   |                    |                            |
| 3 | Niederlande    | Anky van Grunsven       | Whizashiningwalla  | (207,0)                    |
| 3 | Niederlande    | Olivier van den Berg    | Footworks X Factor | 215,0                      |
| 3 | Niederlande    | Jurgen Pouls            | Hollywood Gunman   | 215,0                      |
| 3 | Niederlande    | Rieky Young-Van Osch    | Brady Chex         | 214,0                      |
| 3 | Niederlande    | 644,0                   |                    |                            |
| 4 | Großbritannien | Shane Borland           | Shiners Lena Oak   | 207,0                      |
| 4 | Großbritannien | Francesca Sternberg     | Ten Reasons        | 215,5                      |
| 4 | Großbritannien | Douglas Allen           | Hangten Shiner     | 212,5                      |
| 4 | Großbritannien | 635,0                   |                    |                            |
| 5 | Frankreich     | Franck Perret           | Nu Sailor Lena     | 212,5                      |
| 5 | Frankreich     | Bastien Bourgeois       | Lucky Whiz Dunit   | 208,5                      |
| 5 | Frankreich     | Romuald Poard           | Peppys Ruf Sailor  | 213,5                      |
| 5 | Frankreich     | Laura Duponchel         | Jac Lealeta Dream  | (195,0)                    |
| 5 | Frankreich     | 634,5                   |                    |                            |
| 6 | Schweiz        | Daniel Schmutz          | Cielo Dry          | 212,5                      |
| 6 | Schweiz        | Sabine Schmid           | Gunwork            | 210,0                      |
| 6 | Schweiz        | Jennifer Schleiniger    | Masked Gunman      | 209,0                      |
| 6 | Schweiz        | Adrienne Speidel        | Chexylution        | (172,5)                    |
| 6 | Schweiz        | 631,5                   |                    |                            |
| 7 | Dänemark       | Dänemark                | Dänemark           | 625,5                      |
| 8 | Finnland       | Finnland                | Finnland           | 617,0                      |
| 9 | Schweden       | Schweden                | Schweden           | 614,0                      |

#### Einzelwertung
Bei seinem ersten Championat in der Altersklasse der Senioren sicherte sich der 22-jährige Giovanni Masi de Vargas mit Dance Little Spook nach dem ersten Platz in der Mannschaftswertung auch die Einzelgoldmedaille. Grischa Ludwig, der mit Masi de Vargas in der Einzelwertung der Mannschaftsaufgabe noch gleichauf gelegen hatte, glänzte mit Shine my Gun auch im Einzelfinale. Unmittelbar vor dem letzten Stop kam es jedoch zu einem Missverständnis zwischen Pferd und Reiter, der Hengst wollte bereits nach dem Mittelmarker zum Stop ansetzen. Dies kostete Ludwig entscheidende Punkte, so dass er mit einer Note von 221,0 die Silbermedaille gewann.
| Rang | Reiter                  | Pferd                | Punkte |
| ---- | ----------------------- | -------------------- | ------ |
| 1    | Giovanni Masi de Vargas | Dance Little Spook   | 222,0  |
| 2    | Grischa Ludwig          | Shine my Gun         | 221,0  |
| 3    | Elias Ernst             | Uss N Dun It         | 219,0  |
| 4    | Klaus Lechner           | Cody Rooster Delmaso | 218,5  |
| 5    | Pierluigi Fabbri        | Broadway Jaba        | 217,5  |
| 6    | Volker Schmitt          | Smokin Mifillena     | 216,5  |
| 7    | Francesco Martinotti    | Rambo Bo Sun         | 216,0  |
| 8    | Verena Klein            | Olena Joe Cody       | 215,5  |
| 9    | Daniel Schmutz          | Cielo Dry            | 214,5  |
| 9    | Jurgen Pouls            | Hollywood Gunman     | 214,5  |
| 9    | Francesca Sternberg     | Ten Reasons          | 214,5  |
|      | …                       |                      |        |
| 12   | Tina Künstner-Mantl     | Nu Chexomatic        | 213,0  |
|      | …                       |                      |        |
| 17   | Oliver Stein            | Timbers Whizzer      | 210,5  |

### Springen
- 112 Starterpaare aus 28 Nationen,[26] 22 Mannschaften

Das Europameisterschaftsprogramm der Springreiter startete am Dienstag der zweiten Woche mit einem Trainingsspringen ohne Wertung, am Folgetag folgte als erste Wertungsprüfung für Einzel- und Mannschaftswertung ein Zeitspringen.
Teilnahmeberechtigt waren pro Nation fünf Springreiter mit je einem Pferd, wobei ein Paar als Reserve diente und daher (soweit kein anderer Reiter seiner Nation vor Beginn des Zeitspringens ausfiel) nicht an den Wettbewerben teilnahm. Nationen, die keine Mannschaft entsenden, konnten Einzelreiter an den Start bringen. Die Mannschaftswertung bestand aus zwei Teilprüfungen mit zusammen drei Umläufen. Die Einzelwertung umfasst die Prüfungen der Mannschaftswertung sowie eine weitere Prüfung mit zwei Umläufen.
Der Gewinner des Zeitspringens wurde nach Abschluss der Prüfung mit null Strafpunkten gewertet. Der Zeitunterschied zwischen dem Sieger und den weiteren Reitern wurde mit 0,5 multipliziert und ergab somit deren Anzahl an Strafpunkten.
Die zweite Wertungsprüfung, verteilt über zwei Tage, 20. und 21. August, brachte die Entscheidung über die Mannschaftsmedaillen. Diese Prüfung war der klassische Nationenpreis, er wurde als Springprüfung mit zwei Umläufen ausgetragen. Dabei wurde das umgerechnete Ergebnis der Zeitspringprüfung von den Mannschaften und Einzelstartern mit in die Wertung genommen. Im zweiten Umlauf der Prüfung wurde über einen veränderten Parcours ausgetragen. Startberechtigt waren nur noch die zehn besten Mannschaften der Gesamtwertung, sowie weitere Reiter, die sich noch unter den Besten 50 der Einzelwertung befanden. Sollten nach dem zweiten Umlauf zwei oder mehr Mannschaften strafpunktgleich auf dem ersten Platz liegen, wäre ein Stechen für die Vergabe der Goldmedaille erforderlich.
Einen weiteren Einschnitt in das Starterfeld gibt es vor der dritten, finalen Prüfung der Einzelwertung (einer Springprüfung mit zwei Umläufen): Nur noch die bisher besten 25 Teilnehmerpaare können hier an den Start gehen. Die bisherigen Strafpunkte werden beibehalten. Auch hier kann, soweit sich mehrere Reiter nach beiden Umläufen in der Gesamtwertung punktgleich auf Platz eins befinden, ein Stechen um Gold erforderlich sein.

#### Mannschaftswertung
Im Zeitspringen blieben drei deutsche Reiter ohne Fehler, was umgerechnet ein Ergebnis von 4,400 Wertungspunkten und damit die Führung brachte. Die Abstände zwischen den Mannschaften waren zu diesem Zeitpunkt noch eng, acht Equipen hatten weniger als 10 Wertungspunkte.
Im ersten Umlauf des Nationenpreises gelang den Reitern der Schweizer Mannschaft eine deutliche Steigerung. Sie konnten ihr mäßiges Ergebnis von 14,230 Wertungspunkten aus dem Zeitspringen dank drei fehlerfreien Runden von Romain Duguet, Janika Sprunger und Paul Estermann halten und sich damit von Rang 13 auf Rang sechs vorarbeiteten. Weit weniger glücklich lief es für Österreich, das nur auf Platz 15 kam und damit aus der Mannschaftswertung ausschied. Frankreich arbeitete sich um einen Platz auf die Spitzenposition vor. Für die deutsche Mannschaft begann die Prüfung unglücklich: Meredith Michaels-Beerbaums Schimmel Fibonacci kam nicht optimal in die Prüfung, übersprang sich deutlich (übersprang die Hindernisse, auf Kosten der erforderlichen Weite, deutlich höher als erforderlich) und kassierte am Wassergraben vier Strafpunkte. Auch Christian Ahlmann kassierte als zweiter Mannschaftsreiter einen Fehler. Die fehlerfreien Ritte von Ludger Beerbaum und Daniel Deußer sicherten der Equipe dann doch noch den dritten Rang in der Gesamtwertung, hinter den Niederlanden auf Platz zwei.
Der zweite Tag des Nationenpreises begann für die deutsche und die niederländische Equipe sehr gut, die ersten und zweiten Reiter beider Mannschaften blieben ohne Fehler. Ein Ergebnis von vier Strafpunkten von Ludger Beerbaum und Chiara als drittem deutschen Reiter verschaffte den Niederlanden die Möglichkeit, sich vorzeitig die Goldmedaille zu sichern. Der Ritt von Jur Vrieling und Zirocco Blue ohne Hindernisfehler schien dies auch zu verwirklichen, im Ziel zeigte sich dann aber, dass Vrieling die erlaubte Zeit knapp überschritten und damit einen Zeitstrafpunkt kassiert hatte. Damit vertagte sich die Entscheidung um Gold auf die letzten Reiter der beiden Mannschaften. Auf Daniel Deußer und seinem Schimmel Cornet d´Amour lag damit der Druck, dass Deutschland nur mit einem fehlerfreien Ritt die Chance auf den Mannschaftstitel hatte. Eine fallende Stange brachte jedoch vier Strafpunkte und damit den Mannschaftseuropameistertitel für die Niederlande. Für diese spielte es daher keine Rolle mehr, dass Gerco Schröder als letzter niederländischer Starter mit 14 Strafpunkten ins Ziel kam.
Schlecht lief es für Frankreich: Nachdem bereits zwei französische Ritte an diesem Tag mit einem Ergebnis von vier Strafpunkten endeten, ließen neun Strafpunkte von Jerome Hurel den Gewinn der Gold- oder Silbermedaille unmöglich werden. Durch acht Strafpunkte von Kevin Staut und Reveur de Hurtebise fielen die Franzosen endgültig zurück und fanden sich in der Endwertung auf Platz fünf wieder. Nachdem Michael Whitaker mit Cassionato als letzter britischer Starter neun Strafpunkte kassierte wurde die Schweiz zum „lachenden Dritten“: Mit einem Ergebnis von nur vier Strafpunkten arbeiteten sie sich an diesem Tag von Rang fünf auf den Bronzerang in der Endwertung vor und qualifizierten sich für die Olympischen Spiele 2016. Großbritannien kam auf den vierten Rang und sicherte sich damit – nach dem blamablen 18. Platz bei den Weltreiterspielen 2014 doch noch die Qualifikation für Rio. Das letzte verbliebene Olympiaticket erritten sich die Spanier, die Irland um 0,38 Strafpunkte schlugen.
Die irische Mannschaft legte daraufhin einen Protest ein, da ein Parcourshelfer Cian O’Connor zwischen zwei Hindernissen behindert hatte. Das Schiedsgericht lehnte den Protest jedoch ab.
| Rang | Land           | Reiter                     | Pferd                  | umgerechnete Punkte | Strafpunkte | Strafpunkte | Strafpunkte |
| Rang | Land           | Reiter                     | Pferd                  | Zeitspringen        | 1. Umlauf   | 2. Umlauf   | Gesamt      |
| ---- | -------------- | -------------------------- | ---------------------- | ------------------- | ----------- | ----------- | ----------- |
| 1    | Niederlande    | Jeroen Dubbeldam           | Zenith                 | 2,68                | 0           | 0           |             |
| 1    | Niederlande    | Maikel van der Vleuten     | Verdi                  | 1,85                | (4)         | 0           |             |
| 1    | Niederlande    | Jur Vrieling               | Zirocco Blue           | 3,29                | 0           | 1           |             |
| 1    | Niederlande    | Gerco Schröder             | Cognac Champblanc      | (3,45)              | 0           | (14)        |             |
| 1    | Niederlande    |                            |                        | 7,82                | 0           | 1           | 8,82        |
| 2    | Deutschland    | Meredith Michaels-Beerbaum | Fibonacci              | 2,09                | 4           | 0           |             |
| 2    | Deutschland    | Christian Ahlmann          | Taloubet Z             | 1,56                | (4)         | 0           |             |
| 2    | Deutschland    | Ludger Beerbaum            | Chiara                 | 0,75                | 0           | 4           |             |
| 2    | Deutschland    | Daniel Deußer              | Cornet d'Amour         | (3,09)              | 0           | (4)         |             |
| 2    | Deutschland    |                            |                        | 4,40                | 4           | 4           | 12,40       |
| 3    | Schweiz        | Romain Duguet              | Quorida de Treho       | 3,66                | 0           | 0           |             |
| 3    | Schweiz        | Martin Fuchs               | Clooney                | 5,03                | (4)         | (9)         |             |
| 3    | Schweiz        | Janika Sprunger            | Bonne Chance           | 5,54                | 0           | 4           |             |
| 3    | Schweiz        | Paul Estermann             | Castlefield Eclipse    | (5,71)              | 0           | 0           |             |
| 3    | Schweiz        |                            |                        | 14,23               | 0           | 4           | 18,23       |
| 4    | Großbritannien | Ben Maher                  | Diva II                | 1,55                | 4           | 0           |             |
| 4    | Großbritannien | Jessica Mendoza            | Spirit T               | (5,82)              | (12)        | 4           |             |
| 4    | Großbritannien | Joe Clee                   | Utamaro d'Ecaussines   | 1,00                | 0           | 4           |             |
| 4    | Großbritannien | Michael Whitaker           | Cassionato             | 4,40                | 0           | (9)         |             |
| 4    | Großbritannien |                            |                        | 6,99                | 4           | 8           | 18,99       |
| 5    | Frankreich     | Pénélope Leprevost         | Flora de Mariposa      | 0,00                | 0           | 4           |             |
| 5    | Frankreich     | Simon Delestre             | Ryan des Hayettes      | 2,67                | 0           | 4           |             |
| 5    | Frankreich     | Jérôme Hurel               | Quartz Rouge           | 3,03                | (5)         | (9)         |             |
| 5    | Frankreich     | Kevin Staut                | Reveur de Hurtebise    | (4,01)              | 0           | 8           |             |
| 5    | Frankreich     |                            |                        | 5,70                | 0           | 16          | 21,70       |
| 6    | Spanien        | Spanien                    | Spanien                | 7,58                | 9           | 9           | 25,58       |
| 7    | Irland         | Irland                     | Irland                 | 9,96                | 8           | 8           | 25,96       |
| 8    | Ukraine        | Ukraine                    | Ukraine                | 8,03                | 5           | 19          | 32,03       |
| 9    | Schweden       | Schweden                   | Schweden               | 11,30               | 8           | 25          | 44,30       |
| 10   | Dänemark       | Dänemark                   | Dänemark               | 12,27               | 5           | 30          | 47,27       |
| 11   | Belgien        | Belgien                    | Belgien                | 11,50               | 8           |             | 19,50       |
| 12   | Italien        | Italien                    | Italien                | 9,23                | 12          |             | 21,23       |
| 13   | Polen          | Polen                      | Polen                  | 12,87               | 12          |             | 24,87       |
| 14   | Russland       | Russland                   | Russland               | 18,29               | 25          |             | 43,29       |
| 15   | Österreich     | Dieter Köfler              | Emir van het Moleneind | (14,93)             | (17)        |             |             |
| 15   | Österreich     | Markus Saurugg             | Texas I                | 5,08                | 16          |             |             |
| 15   | Österreich     | Roland Englbrecht          | Poorboy                | 7,79                | 9           |             |             |
| 15   | Österreich     | Max Kühner                 | Coeur de Lion          | 5,77                | 0           |             |             |
| 15   | Österreich     |                            |                        | 18,64               | 25          |             | 43,64       |
| 16   | Türkei         | Türkei                     | Türkei                 | 27,90               | 20          |             | 47,90       |
| 17   | Slowakei       | Slowakei                   | Slowakei               | 24,97               | 25          |             | 49,97       |
| 18   | Ungarn         | Ungarn                     | Ungarn                 | 21,38               | 32          |             | 53,38       |
| 19   | Portugal       | Portugal                   | Portugal               | 24,27               | 45          |             | 69,27       |
| 20   | Finnland       | Finnland                   | Finnland               | 15,37               | 13          |             | 28,37       |
| 21   | Tschechien     | Tschechien                 | Tschechien             | 39,02               | N.GES.      |             | N.GES.      |
| 22   | Slowenien      | Slowenien                  | Slowenien              | 47,51               | AUSG        |             | AUSG        |

#### Einzelwertung
Pénélope Leprevost, deren Europameisterschaftsstart aufgrund einer Verletzung ihrer Stute Flora de Mariposa Anfang des Sommers noch ungewiss erschien, ging im Zeitspringen deutlich in Führung. Diese Position behielt sie auch nach dem ersten Umlauf des Nationenpreises. Seinen zweiten Platz in der Zwischenwertung sicherte sich zu diesem Zeitpunkt Ludger Beerbaum, der mit Chiara ebenso zwei Mal ohne Fehler blieb.
Nach dem zweiten Tag des Nationenpreises hatte sich die Situation in der Einzelwertung deutlich verändert: Leprevost und Beerbaum kassierten jeweils vier Strafpunkte und fanden sich nun auf den Plätzen fünf und sieben. Dank Doppel-Null-Runden im Nationenpreis schoben sich nun Sergio Álvarez Moya, Cassio Rivetti und Jeroen Dubbeldam auf die drei Spitzenplätze der Einzelwertung. Bester Schweizer war, ebenfalls dank zwei fehlerfreier Ritte, Romain Duguet auf dem vierten Zwischenrang. Der fünfte und letzte Doppel-Nuller des Nationenpreises gelang Paul Estermann. Doch aufgrund seiner 5,71 Strafpunkte aus dem Zeitspringen lag dieser in der Einzelwertung weiterhin deutlich zurück – Rang 12. Max Kühner, der einzige Österreicher, der sich für den zweiten Umgang qualifiziert hatte, verzeichnete acht Strafpunkte und scheiterte mit Rang 28 an der Qualifikation für das Einzel-Finale.
Für Rivetti fand seine Hoffnung auf eine Einzelmedaille bereits vor der letzten Einzelprüfung ein vorzeitiges Ende, sein Pferd Vivant ging beim Vortraben nicht klar und bekam daher keine Starterlaubnis. Zudem erklärten Cian O’Connor und Janika Sprunger, nicht in der letzten Prüfung zu starten.
Im ersten Umlauf der Abschlussprüfung zeigte sich die dreifache Kombination, direkt auf dem Wassergraben folgend, als zentrale Fehlerklippe im Parcours. Nur fünf Pferd-Reiter-Paaren gelang ein Ritt ohne Fehler, diese brachten sich damit für den zweiten Umlauf in aussichtsreiche Position. Sergio Álvarez Moya verlor seine Führung mit einem Hindernisfehler, so dass Jeroen Dubbeldam nun in Führung lag. Für Daniel Deußer lief der erste Umlauf denkbar ungünstig: Nachdem er mit acht weiteren Strafpunkten endgültig den Anschluss zu den vorderen Platzierungen verloren hatte, wurde er nachträglich disqualifiziert. Er hatte sein Pferd Cornet d´Amour mit dem Sporen leicht verletzt, als er einen Steigbügel verloren hatte.
Der Parcours des zweiten Umlaufs war komplett anders gestaltet, er brachte weit weniger Hindernisfehler mit sich. Stattdessen wurde die erlaubte Zeit für einige Starter zum Problem, insbesondere die 180 Grad-Wendung vom dritt- zum zweitletzten Sprung war hier entscheidend. Während Christian Ahlmann und Meredith Michaels-Beerbaum sich mit fehlerfreien Ritten wieder auf die Plätze sieben und acht vorarbeiten konnten, hatte Sergio Álvarez Moya mit Carlo erneut einen Fehler, der ihm endgültig die Chance auf eine Medaille nahm. Durch Moyas Fehler hatte Simon Delestre, der zuvor ohne Fehler ins Ziel gekommen war, eine Einzelmedaille sicher. Gregory Wathelet sicherte sich, nachdem er mit der belgischen Mannschaft die Olympiaqualifikation verpasst hatte, mit Conrad den Vize-Europameistertitel. Jeroen Dubbeldam als letzter Starter konnte sich mit Zenith zwei Strafpunkte leisten, kam mit einem Zeitstrafpunkt ins Ziel und sicherte sich damit die Einzelgoldmedaille. Dubbeldam ist damit nach Hans Günter Winkler der zweite Springreiter überhaupt, der Einzelgold bei Europameisterschaft, Weltmeisterschaft (2014) und Olympischen Spielen (2000) gewann.
| Rang | Reiter                     | Pferd                  | umgerechnete Punkte | Strafpunkte    | Strafpunkte    | Strafpunkte    | Strafpunkte    | Gesamt- ergebnis |
| Rang | Reiter                     | Pferd                  | umgerechnete Punkte | 2. Teilprüfung | 2. Teilprüfung | 3. Teilprüfung | 3. Teilprüfung | Gesamt- ergebnis |
| Rang | Reiter                     | Pferd                  | 1. Teilprüfung      | 1. Umlauf      | 2. Umlauf      | 1. Umlauf      | 2. Umlauf      | Gesamt- ergebnis |
| ---- | -------------------------- | ---------------------- | ------------------- | -------------- | -------------- | -------------- | -------------- | ---------------- |
| 1    | Jeroen Dubbeldam           | Zenith                 | 2,68                | 0              | 0              | 0              | 1              | 3,68             |
| 2    | Gregory Wathelet           | Conrad                 | 1,04                | 0              | 4              | 0              | 0              | 5,04             |
| 3    | Simon Delestre             | Ryan des Hayettes      | 2,67                | 0              | 4              | 0              | 1              | 7,67             |
| 4    | Pénélope Leprevost         | Flora de Mariposa      | 0,00                | 0              | 4              | 4              | 0              | 8,00             |
| 5    | Jur Vrieling               | Zirocco Blue           | 3,29                | 0              | 1              | 4              | 1              | 9,29             |
| 6    | Sergio Álvarez Moya        | Carlo                  | 1,47                | 0              | 0              | 4              | 4              | 9,47             |
| 7    | Christian Ahlmann          | Taloubet Z             | 1,56                | 4              | 0              | 4              | 0              | 9,56             |
| 8    | Meredith Michaels-Beerbaum | Fibonacci              | 2,09                | 4              | 0              | 4              | 0              | 10,09            |
| 9    | Andreas Schou              | Lenardo der Kleine     | 2,98                | 0              | 4              | 0              | 4              | 10,98            |
| 10   | Kevin Staut                | Reveur de Hurtebise    | 4,01                | 0              | 8              | 0              | 0              | 12,01            |
| 11   | Romain Duguet              | Quorida de Treho       | 3,66                | 0              | 0              | 8              | 1              | 12,66            |
| 12   | Ludger Beerbaum            | Chiara                 | 0,75                | 0              | 4              | 4              | 4              | 12,75            |
| 13   | Piergiorgio Bucci          | Catwalk Z              | 1,65                | 4              | 4              | 4              | 0              | 13,65            |
| 14   | Maikel van der Vleuten     | Verdi                  | 1,85                | 4              | 0              | 8              | 0              | 13,85            |
| 15   | Joe Clee                   | Utamaro d´Ecaussines   | 1,00                | 0              | 4              | 4              | 5              | 14,00            |
|      | …                          |                        |                     |                |                |                |                |                  |
| 18   | Paul Estermann             | Castlefield Eclipse    | 5,71                | 0              | 0              | 8              | 5              | 18,71            |
|      | …                          |                        |                     |                |                |                |                |                  |
| 25   | Daniel Deußer              | Cornet d´Amour         | 3,09                | 0              | 4              | DISQ           |                | DISQ             |
|      | …                          |                        |                     |                |                |                |                |                  |
| 27   | Janika Sprunger            | Bonne Chance           | 5,54                | 0              | 4              | ST.VERZ.       |                | 9,54             |
|      | …                          |                        |                     |                |                |                |                |                  |
| 30   | Max Kühner                 | Coeur de Lion          | 5,77                | 0              | 8              | VERZ.          |                | 13,77            |
|      | …                          |                        |                     |                |                |                |                |                  |
| 34   | René Tebbel                | Cooper                 | 4,99                | 1              | 11             |                |                | 16,99            |
|      | …                          |                        |                     |                |                |                |                |                  |
| 38   | Martin Fuchs               | Clooney                | 5,03                | 4              | 9              |                |                | 18,03            |
| 39   | Katharina Offel            | Zipper                 | 2,53                | 8              | 8              |                |                | 18,53            |
|      | …                          |                        |                     |                |                |                |                |                  |
| 61   | Victor Bettendorf          | Sorbier Blanc          | 7,12                | 8              |                |                |                | 15,12            |
|      | …                          |                        |                     |                |                |                |                |                  |
| 65   | Roland Englbrecht          | Poorboy                | 7,79                | 9              |                |                |                | 16,79            |
|      | …                          |                        |                     |                |                |                |                |                  |
| 72   | Markus Saurugg             | Texas I                | 5,08                | 16             |                |                |                | 21,08            |
|      | …                          |                        |                     |                |                |                |                |                  |
| 78   | Dieter Köfler              | Emir van het Moleneind | 14,93               | 17             |                |                |                | 31,93            |
|      | …                          |                        |                     |                |                |                |                |                  |
| 87   | Christian Weier            | Global                 | 9,73                | AUFG           |                |                |                | AUFG             |

### Fahren
- 36 Gespannfahrer aus 14 Nationen[34], 12 Mannschaften

Wie auch beim jährlichen CHIO, so war auch bei den FEI Europameisterschaften 2015 der Fahrsport durch seine „Königsdisziplin“, das Vierspännerfahren, vertreten. Bei den Wettbewerben durften pro Nation drei Fahrer mit ihren Gespannen an den Fahrwettbewerben teilnehmen, das Gastgeberland erhielt zusätzlich drei weitere Startplätze. Jedes Gespann bestand aus vier Pferden sowie einem weiteren Pferd zum Austausch. Jede Mannschaft bestand aus zwei oder drei Gespannen, in das Mannschaftsergebnis gingen pro Teilprüfung jeweils die zwei besten Ergebnisse ein.
Für die Fahrer starteten die Europameisterschaften mit der Fahrdressur am 19. und 20. August 2015. Hier bewies die Mannschaft der Niederlande ihre Stellung als stärkste Nation im Vierspännerfahren, mit 77,69 Punkten lag man bereits deutlich vor Ungarn (95,80), Belgien und Deutschland folgten auf den Plätzen drei und vier. Auch in der Einzelwertung befanden sich IJsbrand Chardon und Theo Timmerman mit ihren Gespannen klar in Führung.
Am 21. August folgte dann die zweite Teilprüfung für Einzel- und Mannschaftswertung, das Hindernisfahren. Während sich in der Mannschaftswertung hier wenig tat, rutschte in der Einzelwertung Theo Timmerman deutlich ab. Er kam beim Hindernisfahren nur auf den 24. Platz und fiel damit in der Gesamtwertung auf den neunten Rang. Den zweiten Platz hinter IJsbrand Chardon besetzte nun der Ungar József Dobrovitz, Platz drei nahm mit Koos de Ronde ein weiterer Niederländer ein.
Einen Tag später folgte die letzte Teilprüfung, das Geländefahren. Dieser letzte Tag brachte nochmals erhebliche Veränderungen in den Ergebnissen: Zunächst schien es, dass IJsbrand Chardon seine Führung auch hier verteidigen konnte, jedoch nur mit einem knappen Vorsprung von 0,7 Punkten. Da es jedoch Irritationen bei der Ergebnisübermittlung gegeben hatte, wurde das Ergebnis nochmals überprüft. Hierbei stellte man fest, dass bei einem Hindernis die Ergebnisse von Michael Brauchle und Georg von Stein vertauscht worden waren. Hierdurch rutschte Brauchle mit 0,21 Punkten Vorsprung auf Chardon auf den ersten Rang und gewann damit mit seinem Gespann die Einzelgoldmedaille. Während József Dobrovitz auf den vierten Platz zurückfiel, gewann Koos de Ronde die Bronzemedaille. Mit ebenfalls einer sehr guten Geländefahrt arbeitete sich Christoph Sandmann auf den fünften Platz der Einzelwertung vor. Durch die starken Leistungen von Brauchle und Sandmann in der letzten Teilprüfung verbessere sich Deutschland in der Mannschaftswertung und kam, hinter den Niederlanden, auf den Silberrang.

#### Mannschaftswertung
| Rang | Mannschaft     | Fahrer                  | Punkte         | Punkte          | Punkte         | Punkte      |
| Rang | Mannschaft     | Fahrer                  | Dressur        | Hindernisfahren | Marathonfahren | Endergebnis |
| ---- | -------------- | ----------------------- | -------------- | --------------- | -------------- | ----------- |
| 1    | Niederlande    | IJsbrand Chardon        | 37,81          | 0,42            | 124,14         |             |
| 1    | Niederlande    | Koos de Ronde           | (45,13)        | 3,07            | 122,73         |             |
| 1    | Niederlande    | Theo Timmerman          | 39,88          | (18,15)         | (133,16)       |             |
| 1    | Niederlande    |                         | 77,69          | 3,49            | 246,87         | 328,05      |
| 2    | Deutschland    | Michael Brauchle        | 49,55          | 3,00            | 109,61         |             |
| 2    | Deutschland    | Christoph Sandmann      | (51,79)        | (10,08)         | 114,45         |             |
| 2    | Deutschland    | Georg von Stein         | 51,03          | 3,99            | (127,78)       |             |
| 2    | Deutschland    |                         | 100,58         | 6,99            | 224,06         | 331,63      |
| 3    | Ungarn         | József Dobrovitz        | 47,90          | 0,00            | 124,78         |             |
| 3    | Ungarn         | József Dobrovitz jr.    | (55,10)        | 6,65            | 126,80         |             |
| 3    | Ungarn         | Zoltán Lázár            | 47,90          | (10,32)         | (143,54)       |             |
| 3    | Ungarn         |                         | 95,80          | 6,65            | 251,58         | 354,03      |
| 4    | Belgien        | Felix Marie Brasseur    | 48,79          | 0,00            | (135,97)       |             |
| 4    | Belgien        | Glenn Geerts            | (58,58)        | (17,35)         | 122,83         |             |
| 4    | Belgien        | Edouard Simonet         | 48,90          | 9,00            | 125,46         |             |
| 4    | Belgien        |                         | 97,69          | 9,00            | 248,29         | 354,98      |
| 5    | Schweiz        | Cyril Maret             | (70,20)        | 6,00            | (140,24)       |             |
| 5    | Schweiz        | Werner Ulrich           | 54,98          | (9,49)          | 132,32         |             |
| 5    | Schweiz        | Jérôme Voutaz           | 60,29          | 6,00            | 127,06         |             |
| 5    | Schweiz        |                         | 115,27         | 12,00           | 259,38         | 386,65      |
| 6    | Schweden       | Schweden                | Schweden       | Schweden        | Schweden       | 394,55      |
| 7    | Großbritannien | Großbritannien          | Großbritannien | Großbritannien  | Großbritannien | 412,45      |
| 8    | Frankreich     | Frankreich              | Frankreich     | Frankreich      | Frankreich     | 419,90      |
| 9    | Spanien        | Spanien                 | Spanien        | Spanien         | Spanien        | 423,47      |
| 10   | Tschechien     | Tschechien              | Tschechien     | Tschechien      | Tschechien     | 435,81      |
| 11   | Österreich     | Josef Leibetseder Jun.  | 67,08          | 25,97           | 163,50         |             |
| 11   | Österreich     | Christian Schlögelhofer | 74,10          | 31,23           | 151,59         |             |
| 11   | Österreich     |                         | 141,18         | 57,20           | 315,09         | 513,47      |
| 12   | Polen          | Polen                   | Polen          | Polen           | Polen          | 543,29      |

#### Einzelwertung
| Rang | Fahrer                   | Pferde                                                                                            | Minuspunkte | Minuspunkte       | Minuspunkte      | Minuspunkte |
| Rang | Fahrer                   | Pferde                                                                                            | Dressur     | Hindernis- fahren | Marathon- fahren | Endergebnis |
| ---- | ------------------------ | ------------------------------------------------------------------------------------------------- | ----------- | ----------------- | ---------------- | ----------- |
| 1    | Michael Brauchle         | Carola, Clinton, Eldiva, Jamaika und Shakira                                                      | 49,55       | 3,00              | 109,61           | 162,16      |
| 2    | IJsbrand Chardon         | Bravour, Don Marcell, Eddy, Winston E und Zion                                                    | 37,81       | 0,42              | 124,14           | 162,37      |
| 3    | Koos de Ronde            | Alino, Palero, Ulano, Zimba und Zimon                                                             | 45,13       | 3,07              | 122,73           | 170,93      |
| 4    | József Dobrovitz         | Amadeus, Carlo, Cassander T, Maestoso XXXIX und Torino                                            | 47,90       | 0,00              | 124,78           | 172,68      |
| 5    | Christoph Sandmann       | Amico, Asztor, Scicco, Variant und Wierd                                                          | 51,79       | 10,08             | 114,45           | 176,32      |
| 6    | Juan Antonio Real Garcia | Black Ace, Curios, Sam, Vizier und Winston                                                        | 44,07       | 6,00              | 132,65           | 182,72      |
| 7    | Georg von Stein          | Donald Duck, Fax, Playboy, Popey und Torina                                                       | 51,03       | 3,99              | 127,78           | 182,80      |
| 8    | Edouard Simonet          | Dark Dream, El Fiero van de Vemmekeshoeve, Maximus, Bauke und Sanne                               | 48,90       | 9,00              | 125,46           | 183,36      |
| 9    | Felix Marie Brasseur     | Amicello, Luxus Boy, Racciano, Sunfire und Zipo                                                   | 48,79       | 0,00              | 135,97           | 184,76      |
| 10   | József Dobrovitz jr.     | Bandidos, Doerak, Vivaldo, Waltstar und Wijsneus                                                  | 55,10       | 6,65              | 126,80           | 188,55      |
|      | …                        |                                                                                                   |             |                   |                  |             |
| 12   | Rainer Duen              | Alpina Aviation Wristwatch, Candino Sport, Fortis Frisson Art Edition, Monaco und Ronaldo         | 55,81       | 8,52              | 128,64           | 192,97      |
| 13   | Jérôme Voutaz            | Belle du Peupe CH, Eva III CH, Flash des Moulins CH, Flore CH und Folie des Moulins CH            | 60,29       | 6,00              | 127,06           | 193,35      |
|      | …                        |                                                                                                   |             |                   |                  |             |
| 15   | Werner Ulrich            | Cardiuweel du Premo CH, Conteso CH, GB Rocky v. Worrenberg CH, l'Ideal Des Rottes CH und Mikado N | 54,98       | 9,49              | 132,32           | 196,79      |
|      | …                        |                                                                                                   |             |                   |                  |             |
| 18   | Ludwig Weinmayr          | Ducati, Frieda, Red-Run, Tibaldi und Vagabund                                                     | 58,46       | 12,14             | 129,70           | 200,30      |
|      | …                        |                                                                                                   |             |                   |                  |             |
| 24   | Cyril Maret              | Angkor du Nipy CH, Atalaya, Incitato Galans, Ozora Csongor und Ulmus                              | 70,20       | 6,00              | 140,24           | 216,44      |
|      | …                        |                                                                                                   |             |                   |                  |             |
| 27   | Dirk Gerkens             | Everytime Magic, Friedolin, Lamarck, Pompas und Wallenstein                                       | 63,95       | 33,83             | 129,81           | 227,59      |
|      | …                        |                                                                                                   |             |                   |                  |             |
| 32   | Josef Leibetseder Jun.   | Favory Coppelia XV, Favory Ramata XV, Favory Requiem XV, GSS.Salamanca XXXVIII und Requira        | 67,08       | 25,97             | 163,50           | 256,55      |
| 33   | Christian Schlögelhofer  | Call Me Okydo, Dariusz, Jatek, Passage und Piaff Vezer                                            | 74,10       | 31,23             | 151,59           | 256,92      |

### Voltigieren
- 41 Einzelvoltigierer, 9 Pas de Deux-Paare und 11 Mannschaften[42]

An ihrem ersten Turniertag bei den Europameisterschaften, dem 20. August (Donnerstag), standen für die Voltigierer drei Prüfungen auf dem Programm, sowohl die Mannschaften als auch die Einzelvoltigierer – sowohl Damen als auch Herren – gingen in der Pflichtprüfung an den Start. Am 21. August steht für alle Voltigierer, also auch die Paare im Pas de Deux, jeweils eine Kürprüfung auf dem Programm. Am Folgetag absolvieren die Einzelvoltigierer jeweils eine Technikaufgabe.
Den Abschluss im Einzel (Damen und Herren) stellten deren zweite Kürprüfungen dar. Die Medaillen wurden dann anhand des Durchschnitts aller vier Teilprüfungen im Einzel vergeben. Das kürzeste Turnierprogramm hatten die Teilnehmer im Pas-de-Deux, für die die zweite Kür bereits die Abschlussprüfung darstellte. Hier wurde der Durchschnitt beider Kürprüfungen als Grundlage für die Vergabe der Medaillen genommen. Drei Prüfungen hingegen galt es für die Gruppen während der Europameisterschaften zu bewältigen. Diese schlossen ihr Programm mit einer zweiten Kür am 23. August ab, auch hier entschied der Durchschnitt der drei Prüfungen über die Gesamtrangierung.

#### Pas de deux
Neun Starterpaare gingen im Doppelvoltigieren (Pas de deux) bei den FEI Europameisterschaften 2015 an den Start. Jasmin Lindner und Lukas Wacha aus Österreich, seit 2009 ununterbrochen siegreich bei Welt- und Europameisterschaften, gelang auch in Aachen der Titelgewinn. Bereits früh in ihrer zweiten Kür schien die Führung aus der ersten Kür jedoch gefährdet zu sein: Lindner landete etwa zehn Zentimeter zu weit hinten, so dass die folgenden Lektionen nicht wie vorgesehen geturnt werden konnten. Mit noch größerem künstlerischen Ausdruck und guten Pferdenoten sicherten sie sich doch noch den Sieg in der zweiten Kür und damit auch den Gesamtsieg.
| 1 | Jasmin Lindner  | Lukas Wacha        | Klaus Haidacher | Bram         | 8,716 | 8,990 | 8,853 |
| 2 | Pia Engelberty  | Torben Jacobs      | Patric Looser   | Danny Boy    | 8,536 | 8,913 | 8,725 |
| 3 | Evelyn Freund   | Stefanie Millinger | Nina Rossin     | Robin        | 8,442 | 8,672 | 8,557 |
| 4 | Gera Marie Grün | Justin van Gerven  | Patric Looser   | Danny Boy    | 8,124 | 8,469 | 8,297 |
| 5 | Erika di Forti  | Lorenzo Lupacchini | Meta Jans       | Wim          | 7,562 | 7,555 | 7,559 |
| 6 | Zoe Maruccio    | Syra Schmid        | Michael Heuer   | Caramel Z CH | 6,778 | 7,564 | 7,171 |

#### Einzelwertung Herren
Deutschland war mit drei Herren in der Einzelwertung am Start und holte hier die maximale Ausbeute mit dem Gewinn aller Einzelmedaillen. Die Bundestrainerin Ulla Ramge äußerte sich hierzu: „Ich hatte auf drei Medaillen bei den Herren gehofft. Wir wussten, dass es möglich war. Aber dass es jetzt tatsächlich so gekommen ist, das ist unglaublich.“ Die Goldmedaille ging dabei an einen Debütanten: Jannis Drewell, seit einem Jahr Sportsoldat, hatte in den Vorjahren mehrmals die Nominierung für die Championate knapp verpasst. Nach drei Teilprüfungen hatte er noch auf Rang zwei der Zwischenwertung gelegen, seine Vorstellung als Shaolin-Mönch in der zweiten Kür brachte ihm in der letzten Teilprüfung mit 8,732 Punkten klar den Sieg und auch in der Gesamtwertung den Sprung auf Platz eins. Persönlich gratulierte ihm bei der Medaillenübergabe die für die Bundeswehr zuständige Bundesverteidigungsministerin Ursula von der Leyen.
| Rang | Voltigierer        | Longenführer       | Pferd                    | Punkte  | Punkte | Punkte  | Punkte | Punkte |
| Rang | Voltigierer        | Longenführer       | Pferd                    | Pflicht | Kür 1  | Technik | Kür 2  | Gesamt |
| ---- | ------------------ | ------------------ | ------------------------ | ------- | ------ | ------- | ------ | ------ |
| 1    | Jannis Drewell     | Simone Drewell     | Diabolus                 | 8,270   | 8,687  | 7,787   | 8,732  | 8,369  |
| 2    | Thomas Brüsewitz   | Irina Lenkeit      | Airbus                   | 8,363   | 8,631  | 7,816   | 8,563  | 8,343  |
| 3    | Viktor Brüsewitz   | Winnie Schlüter    | Rockard H                | 8,496   | 8,011  | 7,752   | 8,367  | 8,157  |
| 4    | Ramin Simon Rahimi | Manuela Barosch    | Royal Salut              | 8,159   | 8,430  | 6,719   | 8,277  | 7,896  |
| 5    | Vincent Haennel    | Fabrice Holzberger | Quartz d'Olbiche         | 8,173   | 7,944  | 7,080   | 8,133  | 7,833  |
|      | …                  |                    |                          |         |        |         |        |        |
| 7    | Lukas Heppler      | Barbara Zürcher    | Waimar CH                | 7,616   | 7,967  | 7,189   | 7,581  | 7,588  |
|      | …                  |                    |                          |         |        |         |        |        |
| 11   | Andrin Müller      | Petra Stucki       | Consilio v. Schlösslihof | 7,225   | 7,038  | 7,089   | 7,670  | 7,256  |
|      | …                  |                    |                          |         |        |         |        |        |
| 14   | Dominik Eder       | Marion Merkelt     | Pipetto                  | 5,771   | 5,808  | 5,269   | 7,371  | 7,152  |

#### Einzelwertung Damen
In der Einzelwertung Damen kam es zu einem Zweikampf zwischen Simone Jäiser und Corinna Knauf: Knauf lag in den ersten beiden Teilprüfungen klar in Führung, patzte aber bei der Technikaufgabe. In der abschließenden zweiten Kür bekam sie nochmals ein besseres Ergebnis als Simone Jäiser, doch im Durchschnitt der vier Teilprüfungen lag dennoch Jäiser an der Spitze und gewann damit die Goldmedaille. Nach einem sechsten Platz in der Pflichtaufgabe kämpfte sich Lisa Wild an die Spitzengruppe heran, in der zweiten Kür zeigte sie erneut einen Salto in ihrem Programm und wurde mit einer Note von 8,452 Punkten in der letzten Teilprüfung belohnt – was ihr letztlich die Bronzemedaille sicherte.
| Rang | Voltigiererin     | Longenführer    | Pferd         | Punkte  | Punkte | Punkte  | Punkte | Punkte |
| Rang | Voltigiererin     | Longenführer    | Pferd         | Pflicht | Kür 1  | Technik | Kür 2  | Gesamt |
| ---- | ----------------- | --------------- | ------------- | ------- | ------ | ------- | ------ | ------ |
| 1    | Simone Jäiser     | Rita Blieske    | Luk           | 8,221   | 8,293  | 8,100   | 8,668  | 8,321  |
| 2    | Corinna Knauf     | Alexandra Knauf | Fabiola W     | 8,333   | 8,578  | 7,461   | 8,747  | 8,280  |
| 3    | Lisa Wild         | Nina Rossin     | Robin         | 8,028   | 8,505  | 7,843   | 8,452  | 8,207  |
| 4    | Christine Kuhirt  | Stefan Lotzmann | Fuzzy         | 8,074   | 8,200  | 8,057   | 8,103  | 8,109  |
| 5    | Daniela Fritz     | Viktoria Mandl  | Liberty       | 8,126   | 8,106  | 7,329   | 7,980  | 7,885  |
| 6    | Katharina Luschin | Viktoria Mandl  | Liberty       | 8,143   | 8,070  | 7,153   | 7,791  | 7,789  |
| 7    | Kristina Boe      | Winnie Schlüter | Highlander    | 7,900   | 7,260  | 7,598   | 8,337  | 7,774  |
|      | …                 |                 |               |         |        |         |        |        |
| 12   | Nadja Büttiker    | Michael Gnad    | Keep Cool III | 7,958   | 7,534  | 6,649   | 7,824  | 7,491  |

#### Mannschaftswertung
Auch bei den Mannschaften blieb die Entscheidung um die Medaillen bis zum Schluss äußerst knapp: Mehrere Stürze in den Küren der Spitzenmannschaften brachten die Wertungen jeweils durcheinander. Die Longenführerin der für Deutschland antretenden Voltigiergruppe, Jessica Lichtenberg, fasste die Situation zusammen: „Die Küren der Top-Teams haben inzwischen einen solchen Schwierigkeitsgrad, wir bewegen uns ständig auf Messers Schneide.“
Die französische Mannschaft, die nach einem Sturz in der ersten Kür nur auf Platz fünf (und damit in der Zwischenwertung auf den vierten Rang) kam, erreichte in der zweiten Kür eine Note von 8,877 – an dieses Ergebnis kam niemand mehr heran. Damit arbeiten sie sich in der Gesamtwertung auf den Bronzerang vor. Die Gruppe aus Österreich, die in den beiden ersten Teilprüfungen jeweils besser als die Franzosen gewesen waren, mussten in der zweiten Kür den Sturz eines Mannschaftsmitglieds hinnehmen. Damit kamen sie nur auf eine Wertung von 7,669 und rutschten auf Rang vier im Endergebnis ab.
Das championatserfahrene Team Neuss trat auch in Aachen wieder für Deutschland an. Die Neusser hatten in der ersten Kür aus einzige Gruppe eine Note von über neun bekommen und zeigten auch in der zweiten Kür erneut ein Programm mit höchstem Schwierigkeitsgrad, was die Richter in der artistische Teilnote mit einer Wertung von 9,8 belohnten. Doch ein Sturz und zwei Bodenberührungen ließen ihr Ergebnis in dieser Teilprüfung sinken, dennoch bekamen sie als Note eine 8,863. Noch in Goldreichweite lag auch die Schweiz, deren Mannschaft als letzte in die zweite Kür ging. Doch auch diese musste Punktabzüge hinnehmen, auch durch einen Sturz. Mit einer Wertung von 7,964 verfehlte sie Gold klar und kam hinter den deutschen Voltigierern auf Rang zwei der Gesamtwertung.
| Rang | Mannschaft                       | Longenführer                 | Pferd             | Punkte  | Punkte | Punkte | Punkte | Punkte |
| Rang | Mannschaft                       | Longenführer                 | Pferd             | Pflicht | Kür 1  | Kür 2  | Gesamt |        |
| ---- | -------------------------------- | ---------------------------- | ----------------- | ------- | ------ | ------ | ------ | ------ |
| 1    | Deutschland, Team Neuss          | Jessica Lichtenberg          | Delia FRH         | 7,701   | 9,226  | 8,863  | 8,597  |        |
| 2    | Schweiz, Team Lütisburg          | Monika Winkler-Bischofberger | Will Be Good      | 7,696   | 8,653  | 7,964  | 8,104  |        |
| 3    | Frankreich, Écurie de la Cigogne | Fabrice Holzberger           | Watriano R        | 7,105   | 8,204  | 8,877  | 8,062  |        |
| 4    | Österreich, Team Wildegg         | Maria Lehrmann               | Alessio l'Amabile | 7,540   | 8,331  | 7,669  | 7,847  |        |
| 5    | Schweden, Svea Vaulting          | Ronja Persson                | Achim             | 6,769   | 8,116  | 8,322  | 7,736  |        |
| 6    | Italien, Team C.I.M. Italy       |                              |                   |         |        |        | 7,624  |        |
| 7    | Niederlande, Team Roy Rogers     |                              |                   |         |        |        | 7,359  |        |
| 8    | Spanien                          |                              |                   |         |        |        | 6,842  |        |
| 9    | Großbritannien                   |                              |                   |         |        |        | 6,755  |        |
| 10   | Polen                            |                              |                   |         |        |        | 5,584  |        |
| 11   | Russland                         |                              |                   |         |        |        | 5,581  |        |

### Rahmenprüfungen: Vielseitigkeit
Über zwei Tage hinweg, am 13. und 14. August 2015, wurde in Aachen das Nationenpreisturnier der Vielseitigkeitsreiter durchgeführt. Diese Prüfung findet üblicherweise im Rahmen des CHIO Aachen statt.

### Rahmenprüfungen: Springen
Auch in der zweiten Turnierwoche wurden neben den Europameisterschafts-Wertungsprüfungen auch mehrere Rahmenprüfungen durchgeführt. Hierbei handelte es sich um Springprüfungen, unter anderem für junge Reiter und junge Springpferde.

#### Finalprüfung CSIYH 1*
Das Rahmenprogramm umfasste drei international ausgeschriebene Prüfungen für junge Springpferde bis zum Alter von acht Jahren (CSIYH 1*). Am 22. August ab 18:15 Uhr wurde das Finale des „Sparkassen-Youngsters-Cups“ ausgetragen, eine Springprüfung mit Stechen mit Hindernishöhe von höchstens 1,50 Meter.
|             | Reiter                 | Pferd           | 1. Umlauf | Stechen  | Stechen |
| Strafpunkte | Reiter                 | Pferd           | 1. Umlauf | Zeit (s) |         |
| ----------- | ---------------------- | --------------- | --------- | -------- | ------- |
| 1           | Henrik von Eckermann   | Lord Chambertin | 0         | 0        | 44,03   |
| 2           | Janne Friederike Meyer | Chloe           | 0         | 0        | 44,69   |
| 3           | Andreas Schou          | Romane du Theil | 0         | 0        | 44,88   |

(Plätze Eins bis Drei von insgesamt 30 Teilnehmern)

#### Preis der AachenMünchener
Für die Reservereiter der Mannschaften sowie für die Europameisterschaftsteilnehmer, die ein weiteres Pferd mit in die Soers gebracht hatten, war vom 19. bis 22. August pro Tag jeweils eine Rahmenspringprüfung ausgeschrieben. Den Abschluss dieser Prüfungen stellte der „Preis der AachenMünchener“ dar, eine internationale Springprüfung mit Stechen am Abend des 22. August 2015. Die Hindernishöhe betrug hier bis zu 1,55 Meter, dotiert war die Prüfung mit 100.000 Euro.
|             | Reiter              | Pferd                | 1. Umlauf | Stechen  | Stechen |
| Strafpunkte | Reiter              | Pferd                | 1. Umlauf | Zeit (s) |         |
| ----------- | ------------------- | -------------------- | --------- | -------- | ------- |
| 1           | Christian Ahlmann   | Epleaser van´t Heike | 0         | 0        | 44,26   |
| 2           | Michael Whitaker    | Valentin R           | 0         | 0        | 44,29   |
| 3           | Charlotte Mordasini | Romane du Theil      | 0         | 0        | 45,70   |

(Plätze Eins bis Drei von insgesamt 40 Teilnehmern)

#### Finale U25-Springpokal
In Aachen fand „Deutschlands U25 Springpokal 2015“ seinen Abschluss: Für das Finale der national ausgeschriebenen Turnierserie für deutsche Springreiter bis zum Alter von 25 Jahren hatten sich die Reiter in vier Wertungsprüfungen qualifiziert. Diese fanden über die Saison verteilt bei den Löwen Classics Braunschweiger, „Pferd International“ München-Riem, den Deutschen Meisterschaften in Balve und beim Nationenpreisturnier in Mannheim statt.
Nach zwei Einlaufprüfungen gingen die 20 Teilnehmer am Nachmittag des 23. August 2015 in der Finalprüfung, dem SAP-Preis, an den Start. Das Finale war, wie bereits die Wertungsprüfungen, Teil des European Youngster Cups.
|             | Reiter            | Pferd      | 1. Umlauf | Stechen  | Stechen |
| Strafpunkte | Reiter            | Pferd      | 1. Umlauf | Zeit (s) |         |
| ----------- | ----------------- | ---------- | --------- | -------- | ------- |
| 1           | Guido Klatte jun. | Coolio     | 0         | 0        | 41,10   |
| 2           | Friso Bormann     | Crazy Cato | 0         | 0        | 44,54   |
| 3           | Andreas Kreuzer   | Calvilot   | 0         | 0        | 44,88   |

(Plätze Eins bis Drei von insgesamt 20 Teilnehmern)